# Prades-sur-Vernazobre
Pour les articles homonymes, voir Prades.
Prades-sur-Vernazobre [pʁa.də syʁ veʁ.na.zo.bʁə] (en occitan Pradas de Vernasòbre ['pra.dɔs de ver.na.'sɔ.bre]) est une commune française située dans le sud-ouest du département de l'Hérault en région Occitanie.
Exposée à un climat méditerranéen, elle est drainée par le Vernazobre, le Récambis, le ruisseau de Chavardès, le ruisseau de Riels et par divers autres petits cours d'eau. La commune possède un patrimoine naturel remarquable composé d'une zone naturelle d'intérêt écologique, faunistique et floristique.
Prades-sur-Vernazobre est une commune rurale qui compte 369 habitants en 2022.  Ses habitants sont appelés les Pradéens ou  Pradéennes.

## Géographie

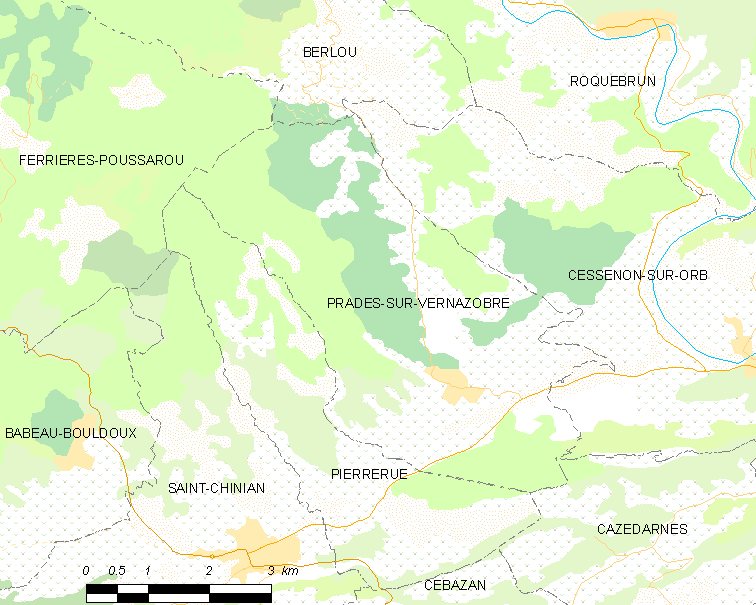
Carte de localisation.

Situé à proximité de Béziers, Prades-sur-Vernazobre avec ses quelque 300 habitants est un village calme, arrosé par le Vernazobres (ou Vernazobre).

### Communes limitrophes
| Ferrières-Poussarou | Berlou                |                  |
| Pierrerue           | Prades-sur-Vernazobre | Cessenon-sur-Orb |
| Pierrerue           | Cazedarnes            | Cessenon-sur-Orb |

### Climat
Pour des articles plus généraux, voir Climat de l'Occitanie et Climat de l'Hérault.
En 2010, le climat de la commune est de type climat méditerranéen franc, selon une étude s'appuyant sur une série de données couvrant la période 1971-2000. En 2020, Météo-France publie une typologie des climats de la France métropolitaine dans laquelle la commune est exposée à un climat méditerranéen et est dans la région climatique  Provence, Languedoc-Roussillon, caractérisée par une pluviométrie faible en été, un très bon ensoleillement (2 600 h/an), un été chaud (21,5 °C), un air très sec en été, sec en toutes saisons, des vents forts (fréquence de 40 à 50 % de vents > 5 m/s) et peu de brouillards.
Pour la période 1971-2000, la température annuelle moyenne est de 14,5 °C, avec une amplitude thermique annuelle de 15,9 °C. Le cumul annuel moyen de précipitations est de 784 mm, avec 6,8 jours de précipitations en janvier et 2,6 jours en juillet. Pour la période 1991-2020, la température moyenne annuelle observée sur la station météorologique la plus proche, située sur la commune de Berlou à 5 km à vol d'oiseau, est de 15,4 °C et le cumul annuel moyen de précipitations est de 892,1 mm,. Pour l'avenir, les paramètres climatiques de la commune estimés pour 2050 selon différents scénarios d’émission de gaz à effet de serre sont consultables sur un site dédié publié par Météo-France en novembre 2022.

### Milieux naturels et biodiversité

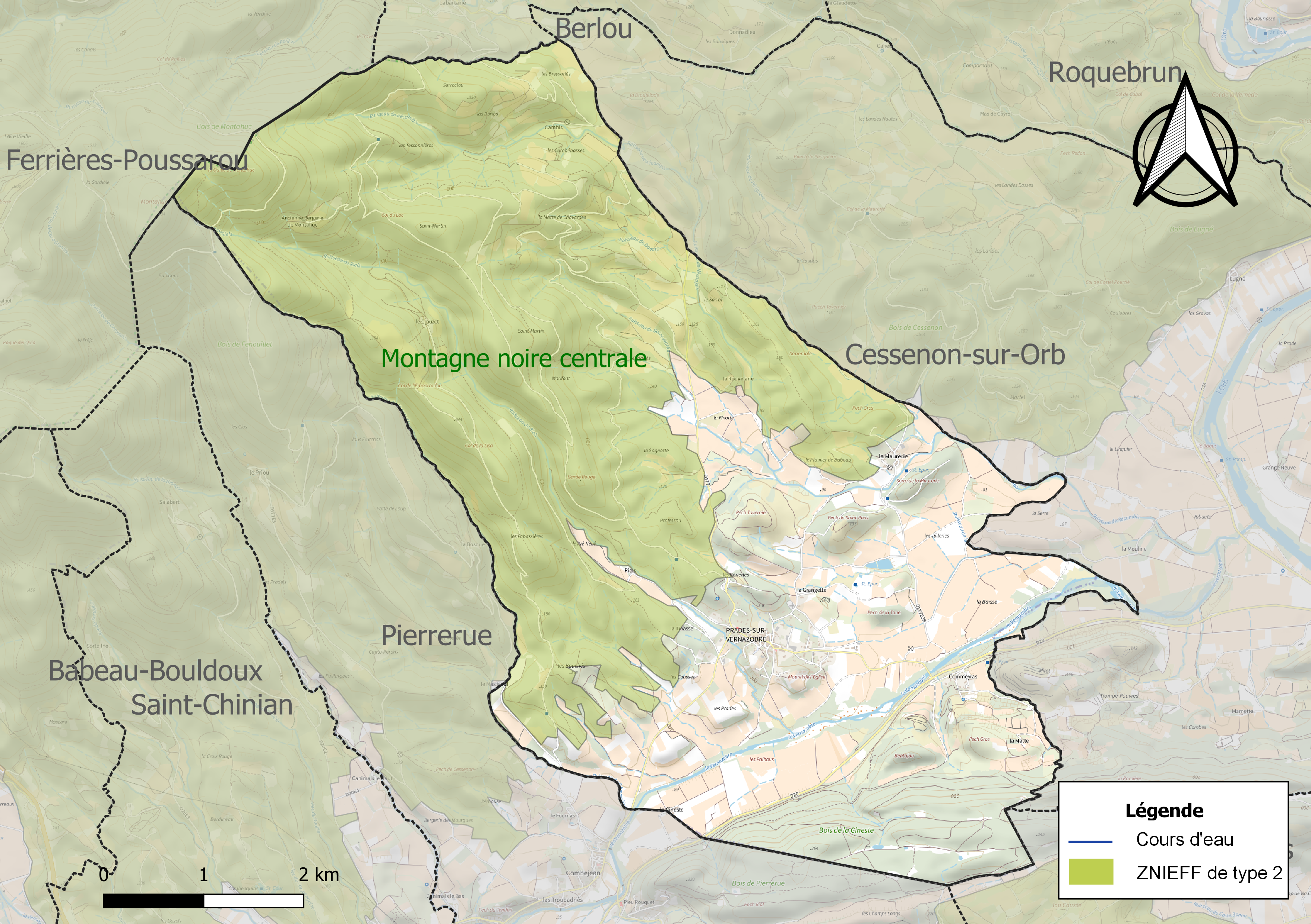
Carte de la ZNIEFF de type 2 localisée sur la commune.

L’inventaire des zones naturelles d'intérêt écologique, faunistique et floristique (ZNIEFF) a pour objectif de réaliser une couverture des zones les plus intéressantes sur le plan écologique, essentiellement dans la perspective d’améliorer la connaissance du patrimoine naturel national et de fournir aux différents décideurs un outil d’aide à la prise en compte de l’environnement dans l’aménagement du territoire.
Une ZNIEFF de type 2 est recensée sur la commune :
la « montagne noire centrale » (34 724 ha), couvrant 27 communes du département.

## Urbanisme

### Typologie
Au 1er janvier 2024, Prades-sur-Vernazobre est catégorisée commune rurale à habitat dispersé, selon la nouvelle grille communale de densité à sept niveaux définie par l'Insee en 2022.
Elle est située hors unité urbaine et hors attraction des villes,.

### Occupation des sols
L'occupation des sols de la commune, telle qu'elle ressort de la base de données européenne d’occupation biophysique des sols Corine Land Cover (CLC), est marquée par l'importance des forêts et milieux semi-naturels (58,7 % en 2018), en diminution par rapport à 1990 (59,6 %). La répartition détaillée en 2018 est la suivante : 
forêts (54,6 %), cultures permanentes (31,7 %), zones agricoles hétérogènes (7,8 %), milieux à végétation arbustive et/ou herbacée (4 %), zones urbanisées (1,8 %). L'évolution de l’occupation des sols de la commune et de ses infrastructures peut être observée sur les différentes représentations cartographiques du territoire : la carte de Cassini (XVIIIe siècle), la carte d'état-major (1820-1866) et les cartes ou photos aériennes de l'IGN pour la période actuelle (1950 à aujourd'hui).

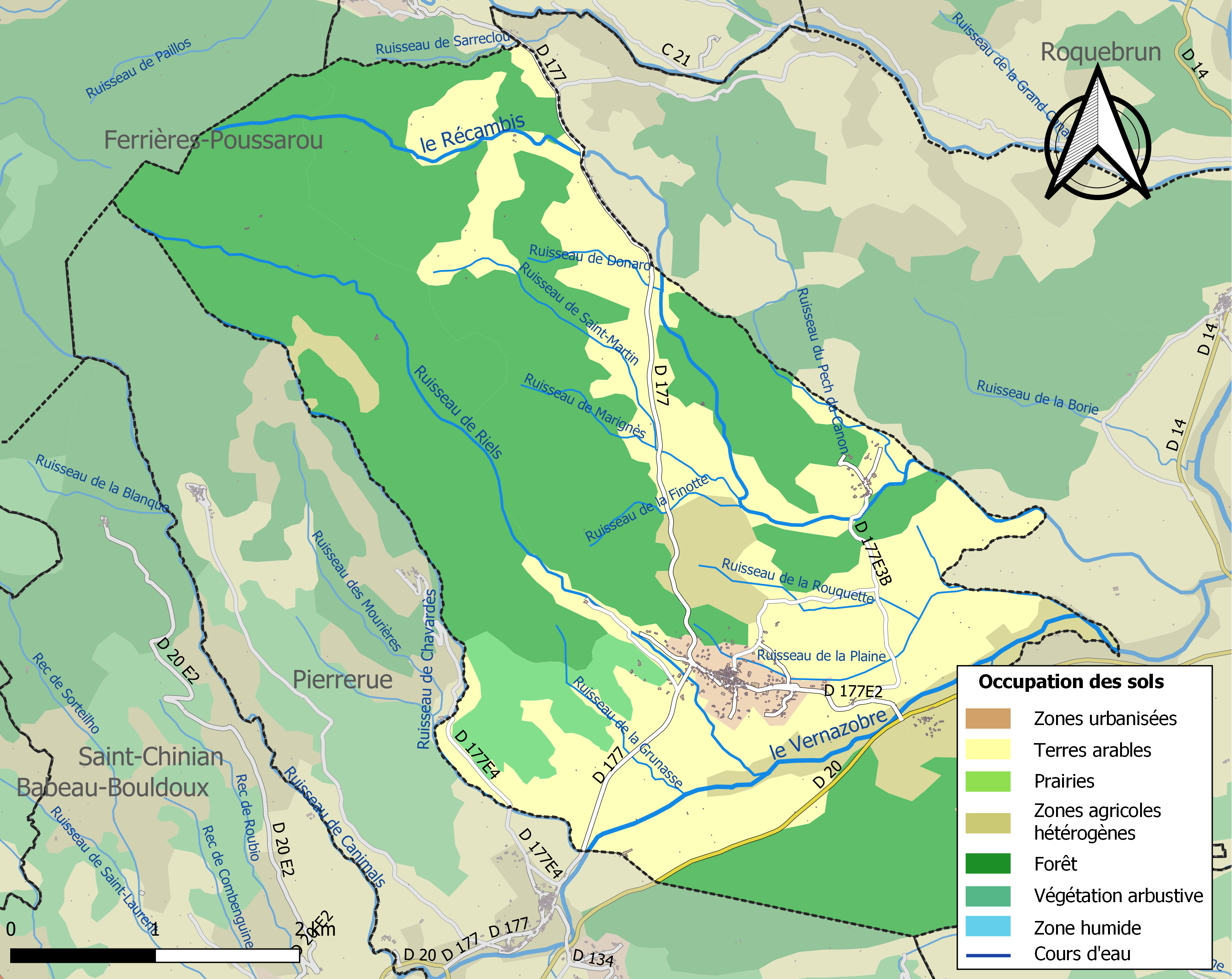
Carte des infrastructures et de l'occupation des sols de la commune en 2018 (CLC).

### Risques majeurs
Le territoire de la commune de Prades-sur-Vernazobre est vulnérable à différents aléas naturels : météorologiques (tempête, orage, neige, grand froid, canicule ou sécheresse), inondations, feux de forêts, mouvements de terrains et séisme (sismicité très faible). Il est également exposé à un risque particulier : le risque de radon. Un site publié par le BRGM permet d'évaluer simplement et rapidement les risques d'un bien localisé soit par son adresse soit par le numéro de sa parcelle.

#### Risques naturels
Certaines parties du territoire communal sont susceptibles d’être affectées par le risque d’inondation par débordement de cours d'eau, notamment le Vernazobre et le Récambis. La commune a été reconnue en état de catastrophe naturelle au titre des dommages causés par les inondations et coulées de boue survenues en 1982, 1987, 1995, 2003, 2014 et 2018,.
Prades-sur-Vernazobre est exposée au risque de feu de forêt. Un plan départemental de protection des forêts contre les incendies (PDPFCI) a été approuvé en juin 2013 et court jusqu'en 2022, où il doit être renouvelé. Les mesures individuelles de prévention contre les incendies sont précisées par deux arrêtés préfectoraux et s’appliquent dans les zones exposées aux incendies de forêt et à moins de 200 mètres de celles-ci. L’arrêté du 25 avril 2002 réglemente l'emploi du feu en interdisant notamment d’apporter du feu, de fumer et de jeter des mégots de cigarette dans les espaces sensibles et sur les voies qui les traversent sous peine de sanctions. L'arrêté du 11 mars 2013 rend le débroussaillement obligatoire, incombant au propriétaire ou ayant droit,.

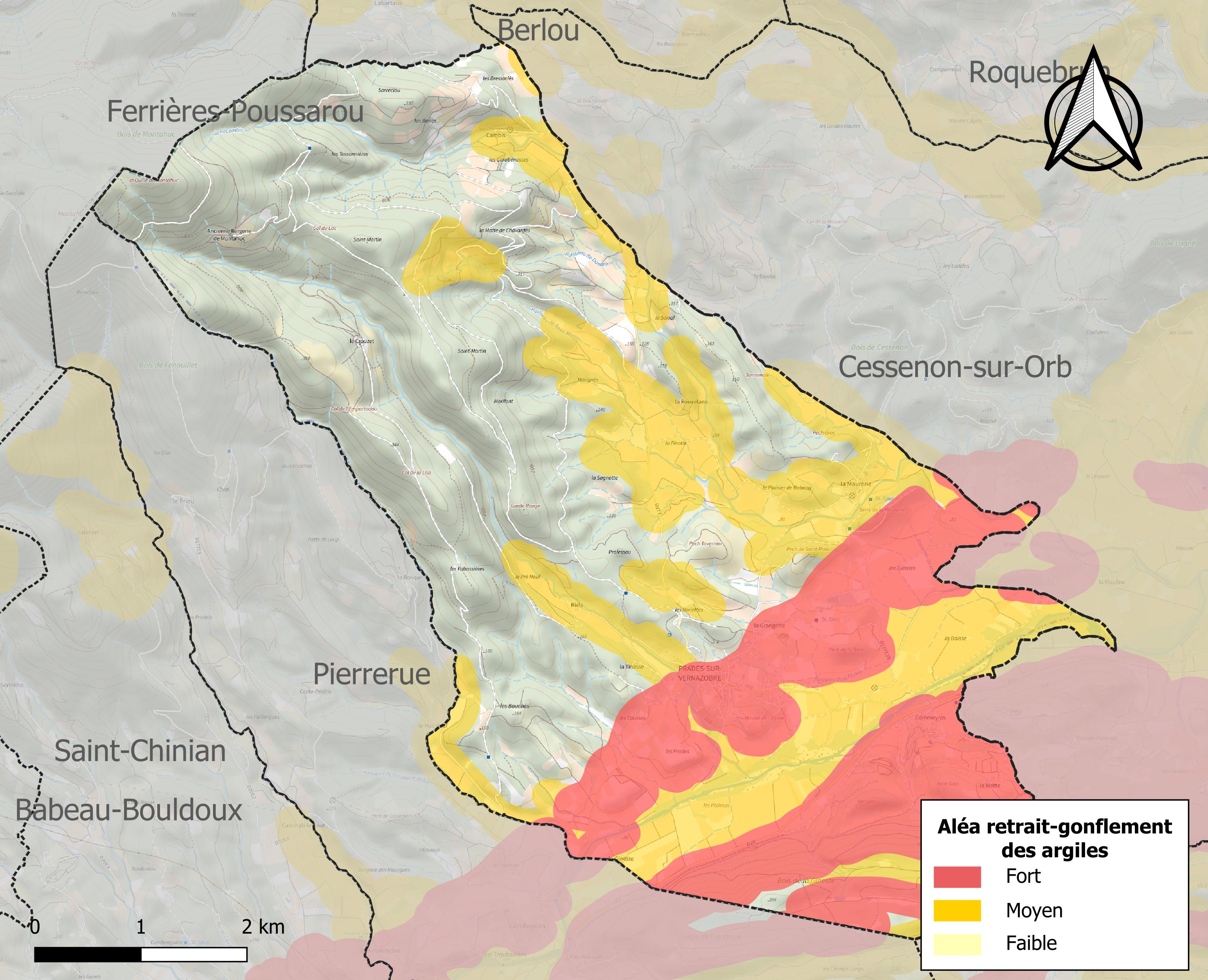
Carte des zones d'aléa retrait-gonflement des sols argileux de Prades-sur-Vernazobre.

La commune est vulnérable au risque de mouvements de terrains constitué principalement du retrait-gonflement des sols argileux. Cet aléa est susceptible d'engendrer des dommages importants aux bâtiments en cas d’alternance de périodes de sécheresse et de pluie. 48,9 % de la superficie communale est en aléa moyen ou fort (59,3 % au niveau départemental et 48,5 % au niveau national). Sur les 239 bâtiments dénombrés sur la commune en 2019, 222 sont en aléa moyen ou fort, soit 93 %, à comparer aux 85 % au niveau départemental et 54 % au niveau national. Une cartographie de l'exposition du territoire national au retrait gonflement des sols argileux est disponible sur le site du BRGM,.
Par ailleurs, afin de mieux appréhender le risque d’affaissement de terrain, l'inventaire national des cavités souterraines permet de localiser celles situées sur la commune.

#### Risque particulier
Dans plusieurs parties du territoire national, le radon, accumulé dans certains logements ou autres locaux, peut constituer une source significative d’exposition de la population aux rayonnements ionisants. Certaines communes du département sont concernées par le risque radon à un niveau plus ou moins élevé. Selon la classification de 2018, la commune de Prades-sur-Vernazobre est classée en zone 2, à savoir zone à potentiel radon faible mais sur lesquelles des facteurs géologiques particuliers peuvent faciliter le transfert du radon vers les bâtiments.

## Histoire

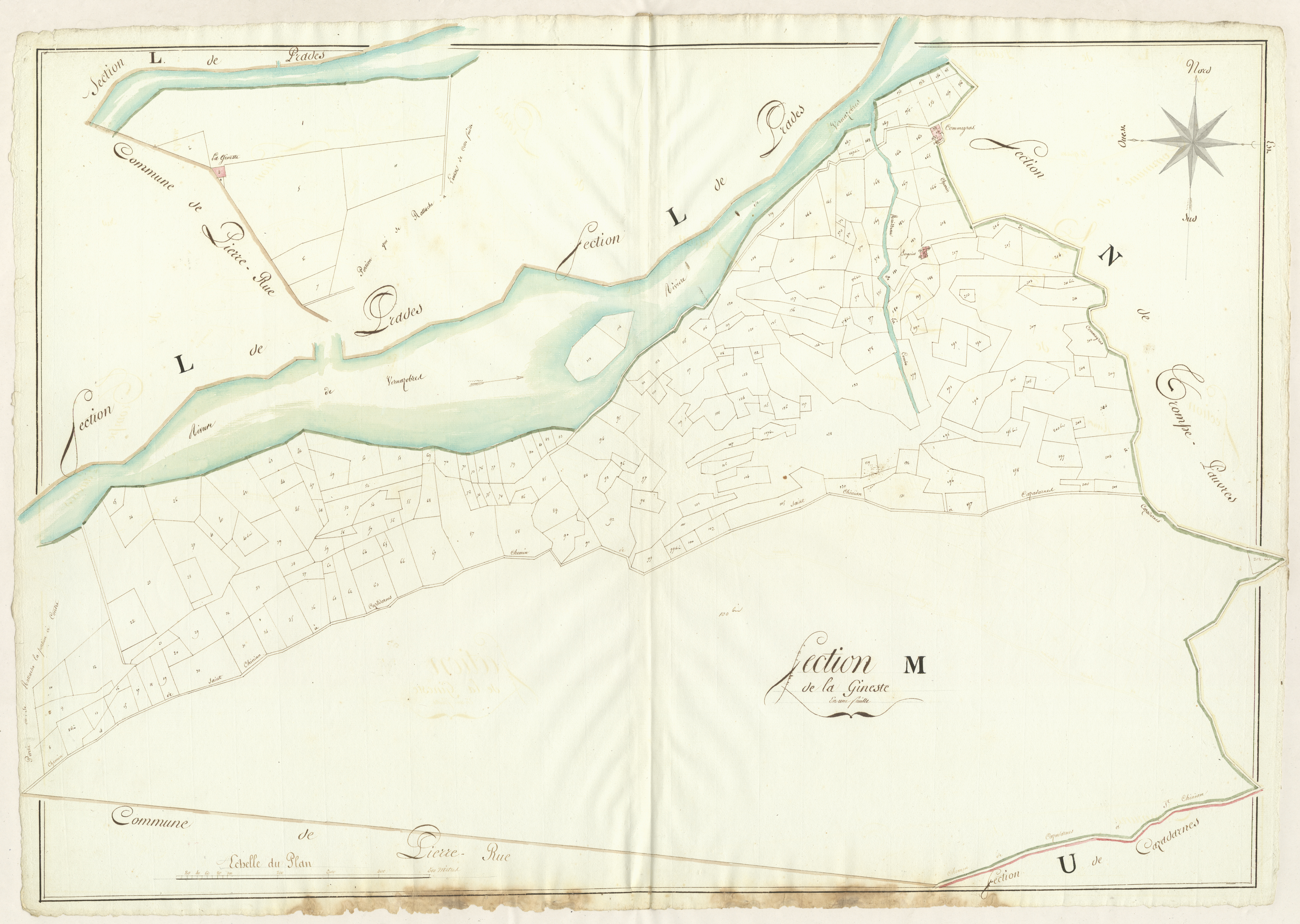
Cadastre napoléonien : section M de la Gineste (1810).

Dès le Néolithique, des hommes ont vécu sur ces terres ; des poteries retrouvées sur divers sites témoignent de cette présence il y a plus de 4 000 ans. Romains et Wisigoths ont également occupé les lieux.
Au Moyen Âge, la commune appartient à la châtellenie de Cessenon. Les bergers de l'époque se transforment peu à peu en agriculteurs et s'adonnent à la culture des céréales, de l'olivier et de la vigne (1365). Des mas se créent autour du village. À partir du XVIIIe siècle, l'agriculture et la viticulture s'intensifient.
Par la loi du 15  mars 1900, le hameau de Prades qui était sur le territoire de la commune de Cessenon-sur-Orb est érigé en commune et prend le nom de Prades-sur-Vernazobre.
Depuis, le village n'a cessé de s'agrandir avec pour principale économie la viticulture et le tourisme.

## Économie

### Revenus
En 2018, la commune compte 149 ménages fiscaux, regroupant 324 personnes. La médiane du revenu disponible par unité de consommation est de 19 400 € (20 330 € dans le département).

### Emploi
|                | 2008   | 2013   | 2018  |
| -------------- | ------ | ------ | ----- |
| Commune        | 7,5 %  | 7 %    | 8,9 % |
| Département    | 10,1 % | 11,9 % | 12 %  |
| France entière | 8,3 %  | 10 %   | 10 %  |

En 2018, la population âgée de 15 à 64 ans s'élève à 169 personnes, parmi lesquelles on compte 70,4 % d'actifs (61,5 % ayant un emploi et 8,9 % de chômeurs) et 29,6 % d'inactifs,. Depuis 2008, le taux de chômage communal (au sens du recensement) des 15-64 ans est inférieur à celui de la France et du département.
La commune est hors attraction des villes,. Elle compte 56 emplois en 2018, contre 57 en 2013 et 63 en 2008. Le nombre d'actifs ayant un emploi résidant dans la commune est de 106, soit un indicateur de concentration d'emploi de 53 % et un taux d'activité parmi les 15 ans ou plus de 43,8 %.
Sur ces 106 actifs de 15 ans ou plus ayant un emploi, 38 travaillent dans la commune, soit 36 % des habitants. Pour se rendre au travail, 86,8 % des habitants utilisent un véhicule personnel ou de fonction à quatre roues, 0,9 % les transports en commun, 5,6 % s'y rendent en deux-roues, à vélo ou à pied et 6,6 % n'ont pas besoin de transport (travail au domicile).

### Activités hors agriculture

#### Secteurs d'activités
25 établissements sont implantés  à Prades-sur-Vernazobre au 31 décembre 2019.
Le secteur des activités spécialisées, scientifiques et techniques et des activités de services administratifs et de soutien est prépondérant sur la commune puisqu'il représente 24 % du nombre total d'établissements de la commune (6 sur les 25 entreprises implantées  à Prades-sur-Vernazobre), contre 17,1 % au niveau départemental.

#### Entreprises et commerces
Prades-sur-Vernazobre fait partie des 20 villages producteurs de vin de Saint-Chinian (AOC).
AOC Producteurs de Prades sur Vernazobre :
- Domaine La Maurerie
- Domaine des Jougla
- Domaine Grasset
- Domaine des Tourterelles

### Agriculture
La commune est dans le « Soubergues », une petite région agricole occupant le nord-est du département de l'Hérault. En 2020, l'orientation technico-économique de l'agriculture  sur la commune est la viticulture.
|               | 1988 | 2000 | 2010 | 2020 |
| ------------- | ---- | ---- | ---- | ---- |
| Exploitations | 31   | 25   | 17   | 17   |
| SAU (ha)      | 329  | 305  | 283  | 299  |

Le nombre d'exploitations agricoles en activité et ayant leur siège dans la commune est passé de 31 lors du recensement agricole de 1988  à 25 en 2000 puis à 17 en 2010 et enfin à 17 en 2020, soit une baisse de 45 % en 32 ans. Le même mouvement est observé à l'échelle du département qui a perdu pendant cette période 67 % de ses exploitations,. La surface agricole utilisée sur la commune a également diminué, passant de 329 ha en 1988 à 299 ha en 2020. Parallèlement la surface agricole utilisée moyenne par exploitation a augmenté, passant de 11 à 18 ha.

## Politique et administration
| Période      | Période      | Identité          | Étiquette | Qualité              |
| ------------ | ------------ | ----------------- | --------- | -------------------- |
| 1947         | 1959         | Aristide Chabbert |           |                      |
| 1959         | 1981         | René Milhau       |           |                      |
| 1982         | 1989         | Jean Pigassou     |           |                      |
| 1989         | mars 2001    | Jean-Marie Milhau |           |                      |
| mars 2001    | juillet 2008 | Francine Miquel   |           |                      |
| juillet 2008 | mars 2014    | Serge Fernandez   |           |                      |
| mars 2014    | En cours     | Jean-Marie Milhau | SE        | Agriculteur retraité |

## Démographie
L'évolution du nombre d'habitants est connue à travers les recensements de la population effectués dans la commune depuis 1901. Pour les communes de moins de 10 000 habitants, une enquête de recensement portant sur toute la population est réalisée tous les cinq ans, les populations de référence des années intermédiaires étant quant à elles estimées par interpolation ou extrapolation. Pour la commune, le premier recensement exhaustif entrant dans le cadre du nouveau dispositif a été réalisé en 2006.

En 2022, la commune comptait 369 habitants, en évolution de +19,42 % par rapport à 2016 (Hérault : +7,49 %, France hors Mayotte : +2,11 %).
| 1901 | 1906 | 1911 | 1921 | 1926 | 1931 | 1936 | 1946 | 1954 |
| ---- | ---- | ---- | ---- | ---- | ---- | ---- | ---- | ---- |
| 396  | 380  | 349  | 365  | 350  | 350  | 291  | 258  | 245  |

| 1962 | 1968 | 1975 | 1982 | 1990 | 1999 | 2006 | 2011 | 2016 |
| ---- | ---- | ---- | ---- | ---- | ---- | ---- | ---- | ---- |
| 221  | 246  | 228  | 203  | 211  | 236  | 264  | 284  | 309  |

| 2021 | 2022 | - | - | - | - | - | - | - |
| ---- | ---- | - | - | - | - | - | - | - |
| 349  | 369  | - | - | - | - | - | - | - |

## Culture locale et patrimoine

### Lieux et monuments
- Église Sainte-Marguerite de Prades-sur-Vernazobre.

### Héraldique
| Blason de Prades-sur-Vernazobre | Blason  | De sinople au dragon d'or soutenu d'une trangle ondée d'argent ; au chef d'or chargé d'une fleur de lys d'azur accostée de 2 grappes de raisin de gueules pamprées de sinople. |
| Blason de Prades-sur-Vernazobre | Détails | Création JP Fernon et Didier Catarina. Adopté par délibération du 15 décembre 2016.                                                                                            |